# Susana Ferrari Billinghurst

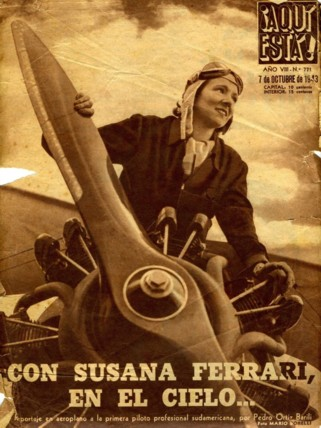
Portada Revista 1943.

Susana Ferrari Billinghurst (1914-1999) foi uma aviadora argentina de origem italiana e anglo-irlandesa, nascida em Buenos Aires, que marcou uma meta na aviação, conhecida por se tornar na primeira mulher em obter licença comercial na América do Sul no ano de  1937. A aviadora era filha de Dom Alfredo Ferrari de Micheli, militar italiano e Mayor do Exército em Artilharia, e de Doña Rosa Billinghurst y Kidd-Lynch. Sua neta Luciana Pedraza está casada com o lendário actor de Hollywood Robert Duvall,  7 vezes nomeado ao Óscar como melhor actor e ganhador do mesmo numa ocasião.

## Ligações familiares
Sobrinha do aviador Lisandro Billinghurst.
Neta de Mariano Billinghurst, político, empresário, introdutor do eléctrico inglês em Buenos Aires.
Bisneta do General inglês Robert Billinghurst.
Prima de Guillermo Billinghurst, presidente do Peru.
Esposa do aviador argentino Andrés Pedraza.
Nora do político e empresário Melitón Pedraza.

## Façanhas
Entre as múltiplas façanhas, destacam-se:
- Em 1940 voou um avião anfíbio Sikorsky desde o Panamá até à Argentina.

- Foi testemunha presencial do acidente mortal de sua amiga e célebre aviadora Carola Lorenzini.

- No dia da Revolução de 1943 tomou protagonismo na Casa Rosada em pró dos direitos das mulheres.

- Em novembro de 1943 realizou junto a outras duas aviadoras um voo ao Uruguai, em representação oficial do Estado de Argentina.